# Kościół św. Jana Kantego w Poznaniu
Kościół św. Jana Kantego – rzymskokatolicki kościół parafialny położony przy ul. Grunwaldzkiej między ul. Sowińskiego i Grochowską, na Pogodnie na obszarze jednostki pomocniczej Osiedle Grunwald Południe w Poznaniu. Od 2017 r. wielkopostny kościół stacyjny.

## Historia
Parafia św. Jana z Kęt powstała w 1938 roku. Prowizoryczny kościół, który wzniesiono przy narożniku ul. Grunwaldzkiej i ul. Obozowej, został zamknięty i zniszczony podczas II wojny światowej. Po wojnie parafia przez długi czas korzystała z drewnianego budynku restauracji przy dawnym, poniemieckim hotelu wojskowym, znajdującego się w obecnym miejscu. Dzisiejszy kościół zbudowano w latach 1978–1988. Autorem projektu był Jan Węcławski, architekt i wykładowca akademicki. W 1988 dokonano również uroczystej konsekracji.

## Architektura
Świątynia wzniesiona na planie nieregularnego wieloboku jest kościołem trójnawowym, o asymetrycznym układzie naw oraz emporą znajdującą się nad nawą północną. W północno-zachodnim narożniku znajduje się wysoka, betonowa dzwonnica. Korpus kościoła wzniesiono z nietynkowanej cegły klinkierowej. Na ścianach przed wejściem znajdują się dwie tablice - po lewej upamiętnia 15-lecie pontyfikatu Jana Pawła II, zaś po prawej dwie tablice upamiętniające proboszczów parafii, sługi Bożego, ks. Aleksandra Woźnego oraz ks. Aleksego Stodolnego.
W prezbiterium centralne miejsce zajmuje obraz „Miłosierdzie Boże” pędzla Wacława Taranczewskiego. Po jego prawej stronie znajduje się drewniana rzeźba przedstawiająca św. Jana Kantego, zaś po lewej tabernakulum, nad którym widnieje rzeźba Chrystusa wpisana w krzyż grecki. Na północnej ścianie prezbiterium znajduje się późnogotycka polichromowana rzeźba Madonny z Dzieciątkiem. Jej pochodzenie nie jest znane, lecz datuje się ją na około 1510 roku. Na ścianach naw znajdują się obrazy ukazujące św. Józefa z Dzieciątkiem, Matkę Boską Nieustającej Pomocy. W kościele znajduje się również ceramiczna droga krzyżowa, przeniesiona z drewnianej świątyni, wykonana ok. 1955–1956 roku przez Józefa Gosławskiego. Przy wejściu do środka znajdują się figury św. Tadeusza Judy i św. Antoniego Padewskiego.
W części bocznej znajduje się kaplica Matki Boskiej Częstochowskiej z kopią jej ikony. W podziemiach kościoła znajduje się kaplica św. Józefa.

## Galeria

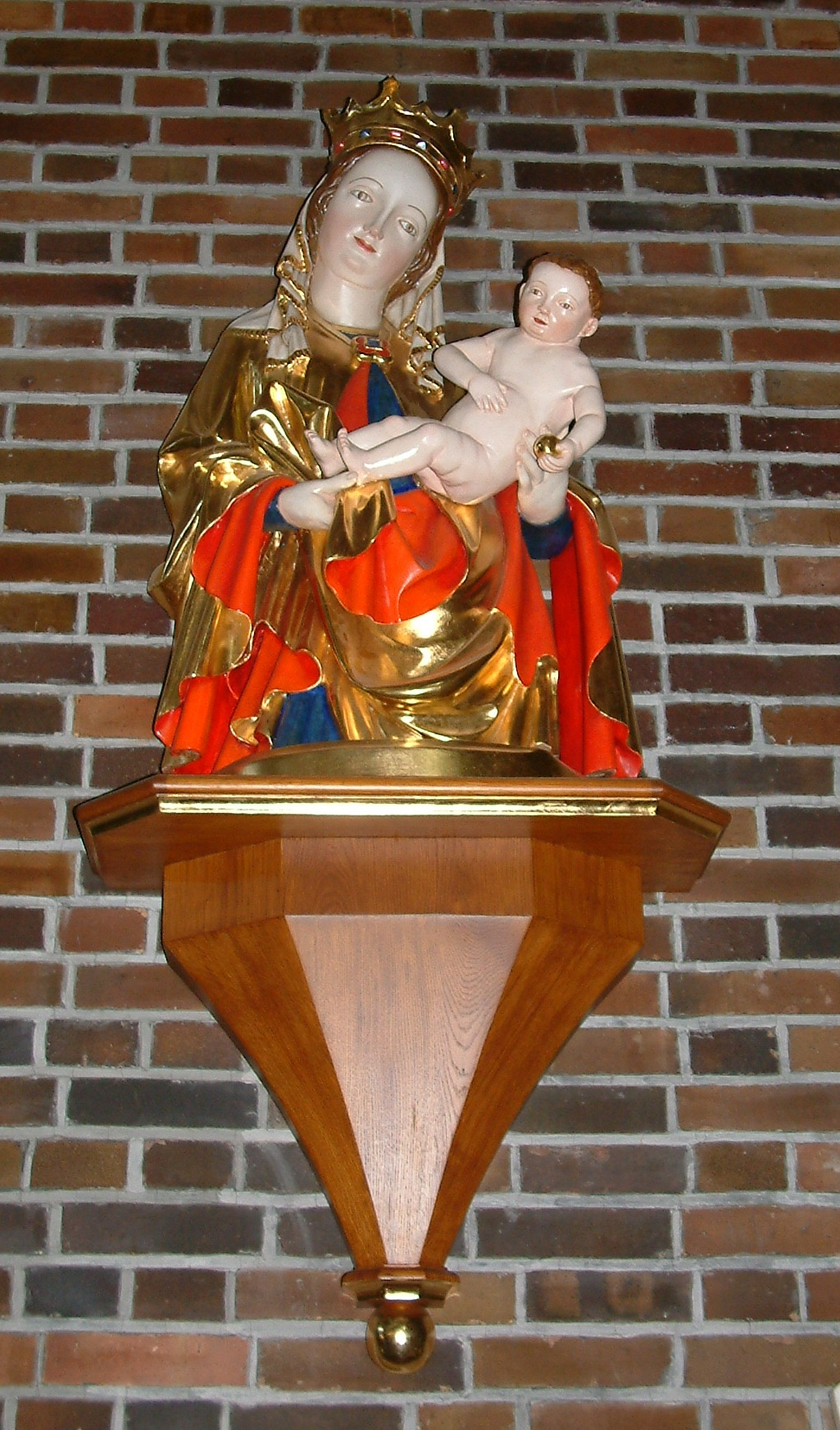
Późnogotycka Madonna z Dzieciątkiem
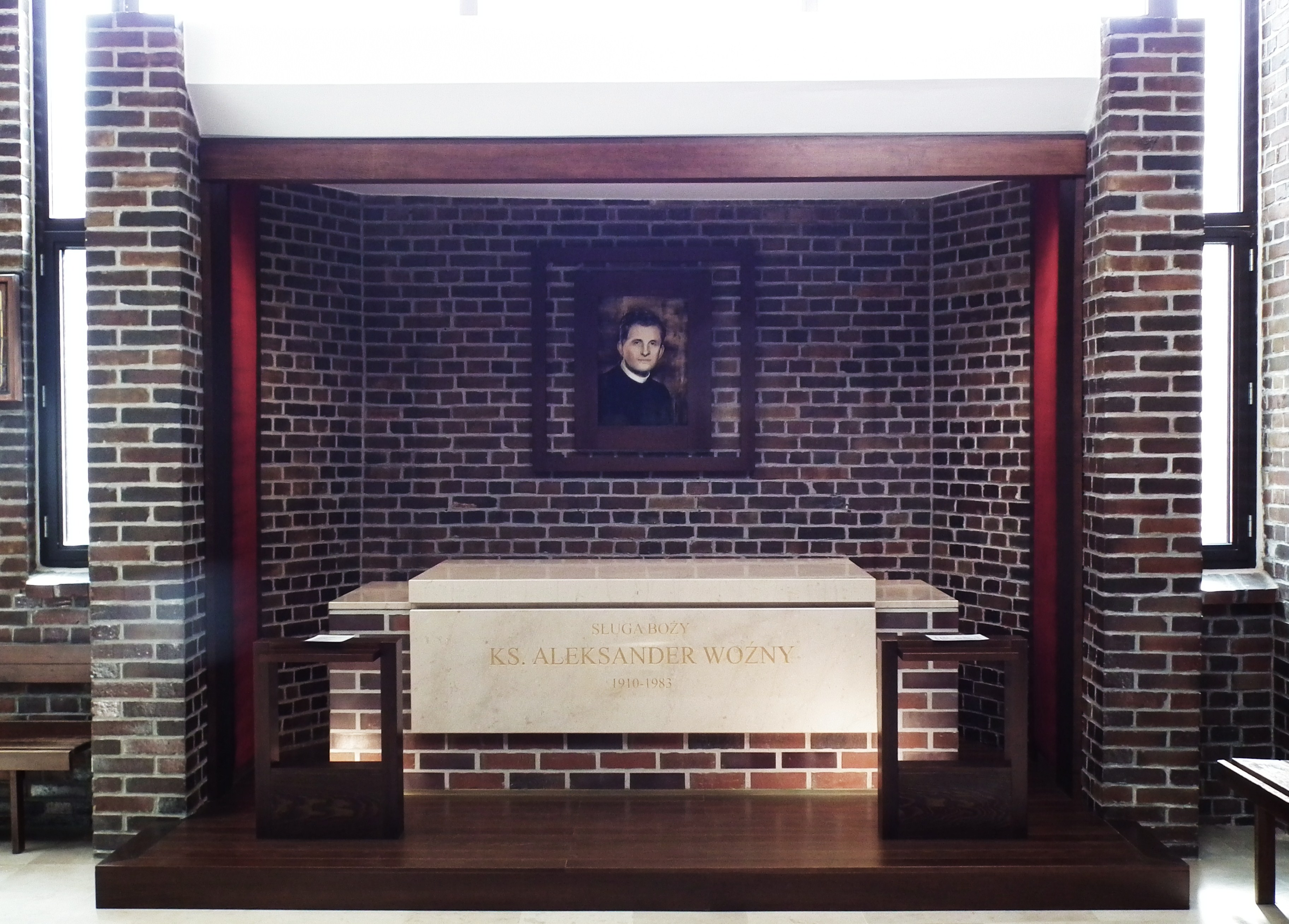
Sarkofag ks. Aleksandra Woźnego
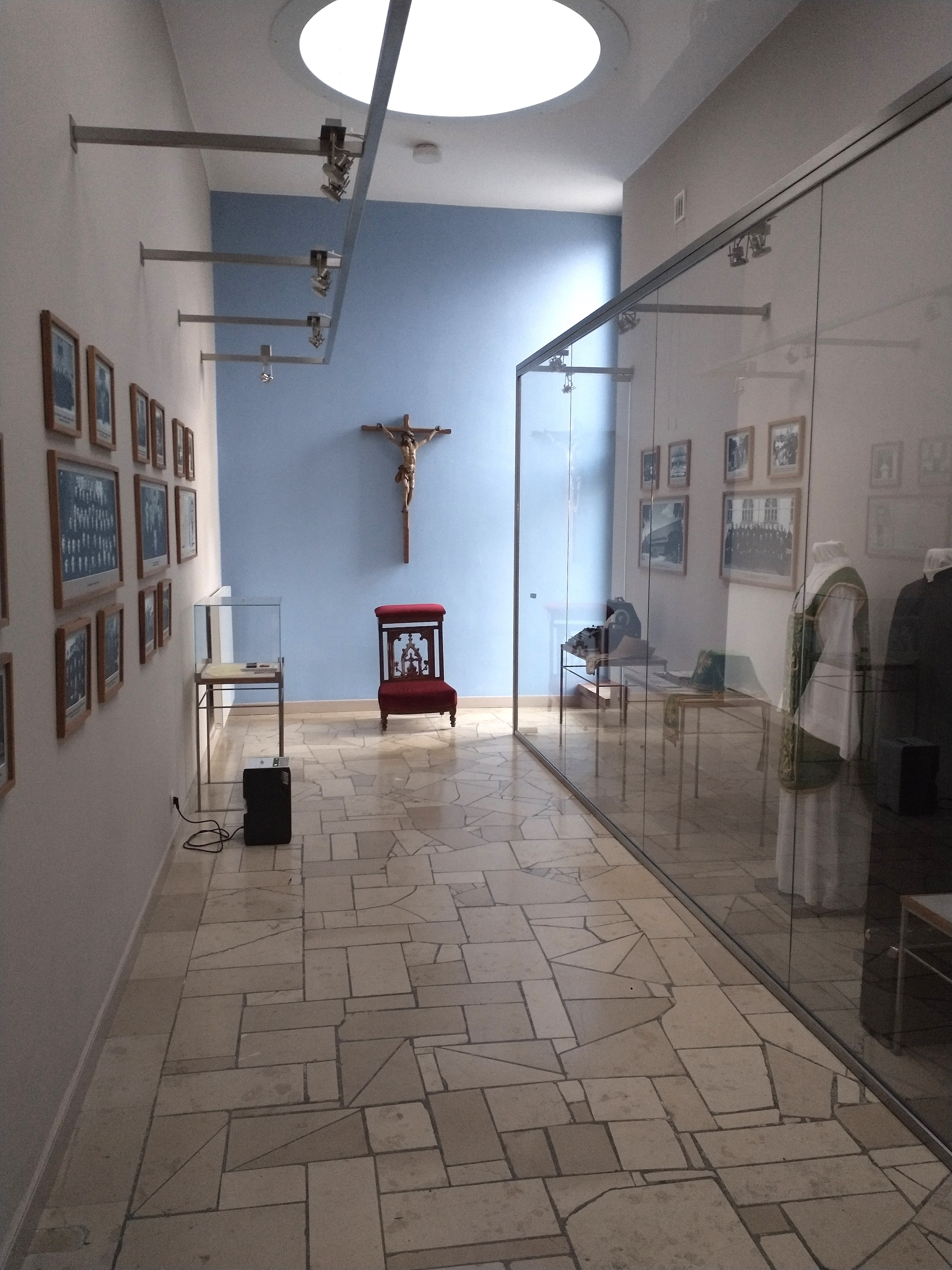
Izba Pamięci Aleksandra Woźnego